# Metaorganisation
Metaorganisation är ett begrepp inom organisationsteori för en organisation som består av organisationer istället för individer som medlemmar. Begreppet myntades av Göran Ahrne och Nils Brunsson.